# تمیرلان کوزبایف
تمیرلان کوزبایف (قرقیزی: Тамирлан Козубаев؛ زادهٔ ۱ ژوئیهٔ ۱۹۹۴) بازیکن فوتبال اهل قرقیزستان است.
از باشگاه‌هایی که در آن بازی کرده‌است می‌توان به باشگاه فوتبال یاگودینا، باشگاه ایسترن اسپورتز، باشگاه فوتبال دوردوی بیشکک و باشگاه فوتبال آلگا بیشکک اشاره کرد.
وی همچنین در تیم‌های ملی فوتبال زیر ۲۳ سال قرقیزستان و قرقیزستان بازی کرده‌است.